# دامیر پولانچک
دامیر پولانچک (صربی: Damir Polančec؛ زادهٔ ۲۵ ژوئن ۱۹۶۷) سیاست‌مدار اهل کرواسی است.